# Ludwig Traube
Ludwig Traube (ur. 12 stycznia 1818 w Raciborzu, zm. 11 kwietnia 1876 w Berlinie) – niemiecki lekarz, współtwórca patologii doświadczalnej w Niemczech. Jego młodszym bratem był Moritz Traube. Córką Ludwiga Traubego była Margarethe Traube-Mengarini.

## Wybrane prace
- Die Ursachen und die Beschaffenheit derjenigen Veränderungen, welche das Lungenparenchym nach Durchschneidung der Nn. vagi erleidet. Berlin, 1845.
- Beitrag zur Lehre von den Erstickungserscheinungen am Respirationsapparat. Beiträge zur experimentellen Pathologie, 1846 and 1847.
- Ueber periodische Thätigkeits-Aeusserungen des vasomotorischen und Hemmungs-Nervencentrum. Centralblatt für die Medicinischen Wissenschaften, Berlin, 1865, 3: 881-885.
- Die Symptome der Krankheiten des Respirations und Circulations-Apparats. Vorlesungen gehalten an der Friedrich-Wilhelm-Universität zu Berlin. Berlin: Hirschwald, 1867.
- Gesammelte Beiträge zur Pathologie und Physiologie. Berlin, Hirschwald, 1871-1878.
- Ein Fall von Pulsus bigeminus nebst Bemerkungen über die Leberschwellungen bei Klappenfehlern und über acute Leberatrophie. Berliner Klinische Wochenschrift, 1872, 9: 185-188, 221-224.